# Teeatta
Teeatta là một chi nhện trong họ Amphinectidae. Chúng thường xuất hiện ở Tasmania.

## Các loài
- Teeatta driesseni Davies, 2005
- Teeatta magna Davies, 2005
- Teeatta platnicki Davies, 2005